# Giải Niwano Hòa bình
Giải Niwano Hòa bình là một giải thưởng của Quỹ Hòa bình Niwano, nhằm vinh danh và khích lệ những người xúc tiến việc hợp tác liên tôn giáo vì hòa bình. Quỹ hy vọng là giải thưởng này sẽ khuyến khích việc hợp tác liên tôn giáo vì hoà bình được tiến triển hơn và làm cho nhiều người tham gia vì sự nghiệp hòa bình.
Giải thưởng được trao hàng năm, gồm một "Giấy chứng nhận", một "Huy chương vàng" và một khoản tiền là 20 triệu yen (tương đương khoảng 210.000 dollar Mỹ).
Ủy ban giải thưởng gồm các nhà lãnh đạo các tôn giáo quốc tế, tuyển chọn người đoạt giải trong số các ứng viên được đề cử bởi các nhà lãnh đạo các tôn giáo cùng các nhà trí thức khác trên khắp thế giới.
Quỹ Hòa bình Niwano có trụ sở ở Tokyo (Nhật Bản) là sáng kiến của Nikkyo Niwano, một công dân Nhật, người sáng lập tổ chức phật tử thế tục Rissho Kosei Kai; ông là một trong số 5 quan sát viên ngoài Kitô giáo hiếm hoi ở Công đồng Vatican II.
Người con trai của ông - Nichiko Niwano - là người kế thừa làm chủ tịch phong trào này, một phong trào dành cho việc đối thoại liên tôn vì hòa bình.

## Những người đoạt giải
2015: Esther Ibanga, Nigeria
2014: Dena Merriam, Hoa Kỳ
2013: Gunnar Stålsett, Na Uy
2012: Rosalina Tuyuc, Guatemala
2011: Sulak Sivaraksa, Thái Lan
2010: Ela Bhatt, Ấn Độ
2009: Gideon Byamugisha, Uganda
2008: Hoàng tử El Hassan bin Talal, Jordan
2007: Cheng Yen, người sang lập Quỹ Tzu-Chi, Đài Loan
2006: Rabbis for Human Rights, Israel
2005: Hans Küng, Đức
2004: Acholi Religious Leaders Peace Initiative (ARLPI), Uganda
2003: Scilla Elworthy
2002: giám mục Samuel Ruiz García, México
2001: giám mục Elias Chacour, Israel
2000: Kang Won Yong, Hàn Quốc
1999: Community of Sant'Egidio, Ý
1998: Maha Ghosananda, Campuchia
1997: Corrymeela Community, Bắc Ireland
1996: Marii Hasegawa, Hoa Kỳ
1995: M. Aram, Ấn Độ
1994: Hồng y Paulo Evaristo Arns, Brasil
1993: Neve Shalom/Wahat al-Salam, Israel 
1992: A. T. Ariyaratne, Sri Lanka
1991: Hildegard Goss-Mayr, Áo
1990: Norman Cousins, Hoa Kỳ
1989: Etai Yamada, Nhật Bản
1988: không trao giải
1987: World Muslim Congress, Pakistan
1986: Philip A. Potter, Cộng hòa Dominica
1985: Zhao Puchu, Trung Quốc
1984: Homer A. Jack, Hoa Kỳ
1983: Dom Hélder Câmara, Brasil